# Rüdiger Tonojan
Rüdiger Tonojan (* 1972 in Freiburg im Breisgau) ist ein deutscher Politiker (Bündnis 90/Die Grünen). Er ist seit April 2025 Mitglied des Landtags von Baden-Württemberg.

## Leben
Tonojan besuchte die Grundschule in Umkirch und legte 1992 das Abitur in Freiburg ab. Anschließend leistete er Zivildienst. Von 1995 bis 1998 absolvierte er eine Ausbildung zum Fotografen in Leipzig. Von 1998 bis 2003 war er freiberuflich als Fotograf tätig. Von 2003 bis 2013 war er als Fotograf bei der Akademie der Wissenschaften und der Literatur in Mainz tätig. Seit 2012 ist er freiberuflicher Fotograf und Grafiker.
Tonojan ist verheiratet, hat vier Kinder und lebt seit 2002 in Denzlingen.

## Politik
Tonojan ist seit 2014 Mitglied bei Bündnis 90/Die Grünen. Von 2017 bis 2024 war er Mitglied des Kreistags des Landkreises Emmendingen. Seit 2024 gehört er der Verbandsversammlung des Verbands Region Südlicher Oberrhein an.
Bei der Landtagswahl in Baden-Württemberg 2021 kandidierte Tonojan als Ersatzkandidat von Alexander Schoch im Landtagswahlkreis Emmendingen. Er rückte am 1. April 2025 für Schoch nach dessen Mandatsverzicht in den Landtag nach.